# Samary (powiat janowski)
Samary – kolonia w Polsce położona w województwie lubelskim, w powiecie janowskim, w gminie Batorz.
W latach 1975–1998 miejscowość należała administracyjnie do województwa tarnobrzeskiego. Wieś jest sołectwem.